# Новоданиловка (Акимовский район)
Новодани́ловка (укр. Новоданилівка) — село,
Новоданиловский сельский совет,
Акимовский район,
Запорожская область,
Украина.
Код КОАТУУ — 2320382401. Население по переписи 2001 года составляло 2070 человек.
Является административным центром Новоданиловского сельского совета, в который, кроме того, входят сёла
Великая Терновка,
Анновка,
Елизаветовка и
Семихатки.
По селу получила название новоданиловская культура эпохи энеолита (4700—3200 до н. э.).

## Географическое положение
Село Новоданиловка находится на берегу реки Большой Утлюк (в основном на правом берегу),
выше по течению на расстоянии в 2 км и на противоположном берегу расположено село Великая Терновка,
ниже по течению на расстоянии в 1,5 км расположено село Семихатки.
Село вытянуто вдоль реки на 13 км.
Рядом проходит железная дорога, станция Большой Утлюг.

## История
- Село было основано в 1860 году на месте ногайского аула Кильчик переселенцами из Харьковской, Полтавской, Орловской и Курской губерний под названием Даниловка.
- 23 октября 2010 года село было газифицировано.[2]

## Известные люди
- Лесконоженко Николай Гаврилович (1910—1941) — летчик-истребитель, Герой Советского Союза